# Нью-Брайтон Тауер
«Нью-Брайтон Тауер» (англ. New Brighton Tower F.C.) — колишній професіональний англійський футбольний клуб з міста Нью-Брайтона, графство Мерсісайд. Виступав у Футбольній лізі Англії.

## Історія
Клуб заснований 1896 року. У сезоні 1897–98 дебютував у лізі Ланкашир. Здобув там перемогу та подав заявку до Футбольної ліги. «Нью-Брайтон Тауер» прийняли до Другого дивізіону Футбольної ліги.
У першому сезоні клуб посів високе, як для дебютанта 5-е місце, наступного року 10-е, а ще через рік 4-е. Однак підтримка з боку глядачів була невисокою, середня кількість на домашніх іграх була близько 1000 глядачів. Через фінансові труднощі власники клубу влітку 1901 року розформували команду. Його місце зайняв клуб «Донкастер Роверз».
У 1921 році був заснований новий клуб «Нью-Брайтон», який проіснував до 1983 року.

## Хронологія виступів у чемпіонатах
| Сезони  | Ліга            | Рівень | М  | В  | Н | П  | МЗ | МП | +/- | О  | Місце |
| ------- | --------------- | ------ | -- | -- | - | -- | -- | -- | --- | -- | ----- |
| 1897/98 | Ліга Ланкашир   | –      | 26 | 20 | 2 | 4  | 48 | 17 | +31 | 42 | 1.    |
| 1898/99 | Другий дивізіон | 2      | 34 | 18 | 7 | 9  | 71 | 52 | +19 | 43 | 5.    |
| 1899/00 | Другий дивізіон | 2      | 34 | 13 | 9 | 12 | 66 | 58 | +8  | 35 | 10.   |
| 1900/01 | Другий дивізіон | 2      | 34 | 17 | 8 | 9  | 57 | 38 | +19 | 42 | 4.    |

## Досягнення
Кубок Англії
- Перший раунд: 1897–98, 1900–01